# Àcid rosmarínic
L'àcid rosmarínic, C18H16O₈, és un producte natural, un àcid carboxílic un fenol antioxidant que es troba en moltes espècies dins la família Lamiaceae com el romaní (d'on prové el nom de rosmarínic), farigola, orenga, sàlvia i menta. És un èster de l'àcid cafeic amb àcid làctic 3,4-dihidroxifenil. Es presenta com una pols de color vermell taronja lleugerament soluble en aigua però ben soluble en molts altres solvents orgànics.

## Importància biològica
L'activitat antiooxidant podria tenir efectes beneficiosos en els humans. L'àcid rosmarínic té propietats antivíriques, antibacterianes i antinflamatòries. Dins les plantes aquest àcid actuaria com defensa.

## Metabolisme
L'àcid rosmarínic es metabolitza en humans i rates de laboratori en àcid rosmarínic metilat, àcid cumàric, àcid ferúlic i àcid cafeic.